# Hallstead (Pensilvania)
Hallstead es un borough ubicado en el condado de Susquehanna en el estado estadounidense de Pensilvania. En el año 2000 tenía una población de 1.216 habitantes y una densidad poblacional de 1,173.8 personas por km².

## Geografía
Hallstead se encuentra ubicado en las coordenadas 41°57′45″N 75°44′55″O / 41.96250, -75.74861.

## Demografía
Según la Oficina del Censo en 2000 los ingresos medios por hogar en la localidad eran de $28,603 y los ingresos medios por familia eran $37,708. Los hombres tenían unos ingresos medios de $30,395 frente a los $20,417 para las mujeres. La renta per cápita para la localidad era de $14,362. Alrededor del 9.8% de la población estaba por debajo del umbral de pobreza.